# 普正寺町
普正寺町（ふしょうじまち）は、石川県金沢市にある町名である。かつて同名の寺院が存在し、それを中心とする一円の地域を指す。歴史的に大野荘の荘域にあたり、地理的に宮腰湊と重複する。日宋貿易・日元貿易によって鎌倉時代中期以降繁栄したことが遺跡発掘調査の結果わかった。

## 遺跡発掘調査の結果
昭和40年、犀川河口の普正寺遺跡の発掘が石川県考古学研究会によって行われた。多くの五輪塔が発掘され、鎌倉時代中期から南北朝時代末期に至るまで特定豪族の墓地だったと推定された。
出土したものには、古瀬戸、常滑、越前古窯、能登半島東北端で生産された珠洲焼など多量の土器が含まれていた。それらに加え、青磁、白磁、青白磁といった多くの中国磁器が出土した。その割合は、明代のものが圧倒的に多く、若干の南宋、元代のものを含んでいた。さらに、唐銭、北宋銭、南宋銭をはじめ、曲物、桶、下駄などの木器も出土した。これらの出土品から、この遺跡が鎌倉時代中期以降繁栄した湊の跡であることが推定された。

## 世帯数と人口
2018年（平成30年）4月1日現在の世帯数と人口は以下の通りである。
| 町丁     | 世帯数  | 人口  |
| -------- | ------- | ----- |
| 普正寺町 | 231世帯 | 508人 |

## 小・中学校の学区
市立小・中学校に通う場合、学区は以下の通りとなる。
| 番・番地等                                      | 小学校               | 中学校             |
| ----------------------------------------------- | -------------------- | ------------------ |
| 4の26、4の83 4の125〜128 4の137､4の140 9の1〜31 | 金沢市立金石町小学校 | 金沢市立金石中学校 |
| その他                                          | 金沢市立木曳野小学校 | 金沢市立金石中学校 |

## 施設
- 健民海浜公園